# Chiesa di San Giovanni Battista a San Firenze
La chiesa di San Giovanni Battista a San Firenze è una chiesa di Arezzo che si trova in località San Firenze.

## Storia e descrizione
L'edificio, fondato in epoca altomedievale e menzionato fino al 1390 come chiesa Sancti Florentii, è oggi intitolato a san Giovanni Battista. La struttura attuale risale al XVI-XVII secolo. Nel 1875 venne allungata la parte absidale e nel 1950 è stato realizzato un restauro completo. Sono conservate due campane, di cui una risale al 1145 e l'altra al 1530.